# Róaldur Jakobsen
Róaldur Jakobsen (* 23. ledna 1991) je faerský fotbalový záložník, který v současnosti působí ve faerském klubu B36 Tórshavn. Je také reprezentantem Faerských ostrovů.

## Klubová kariéra
- B36 Tórshavn 2007–

Na Faerských ostrovech debutoval v seniorské kopané v dresu klubu B36 Tórshavn, jehož je odchovancem.

## Reprezentační kariéra
Nastupoval za faerskou jedenadvacítku.
V A-mužstvu Faerských ostrovů debutoval 7. 9. 2014 v kvalifikačním utkání v Tórshavnu proti týmu Finska (prohra 1:3).